# Calau de Von der Decken
El calau de Von der Deckeno calau de Decken (Tockus deckeni) és una espècie d'ocell de la família dels buceròtids (Bucerotidae) que habita estepes i sabanes àrides de l'Àfrica oriental, des del centre i sud d'Etiòpia i nord i sud de Somàlia, cap al sud, a través de Kenya fins al sud i nord-est de Tanzània.